# 福龙瑶族乡
福龙瑶族乡是中华人民共和国广西壮族自治区河池市宜州区下辖的一个民族乡。

## 行政区划
福龙瑶族乡下辖以下村级行政区划单位：
福龙社区、永良村、波奉村、古桃村、弄丁村、凤朝村、高山村、弄桑村、同意村、宜州村、龙拱村、京口村、定满村、龙侯村和翁同村。